# Zamoyski-Akademie
Die Zamoyski-Akademie (lateinisch Academia Zamoscensis; polnisch Akademia Zamojska) war eine Hochschule in Zamość.

## Geschichte
Die Zamoyski-Akademie wurde 1594 von dem Kanzler Jan Zamoyski in Zamość gegründet. Die Gründung wurde in demselben Jahr durch die Päpstliche Bulle von Clemens VIII bestätigt. Der Lehrbetrieb begann im März 1595. Im Gründungsakt des Kanzlers vom 5. Juli 1600 werden zehn Lehrstühle aufgezählt, darunter zwei des Rechts, einer der Physik sowie der Medizin und die restlichen der Philosophie. Der erste Rektor der Akademie war Melchior Stefanides. Das Amt des Kanzlers hatte jeweils der Bischof von Chełm inne. Durch die Bemühungen von Szymon Szymonowic konnte eine Reihe von bekannten Lehrern für die Akademie gewonnen werden, darunter der Grammatiker Jan Ursinus Niedźwiedzki, Melchior Stefanides, der Philologe Adam Burski, der Jurist Tomasz Drezner sowie später William Bruce, Fabian Birkowski und Domenico Convalis. Die Akademie übernahm 1637 das Patronat über das Kollegium in Ołyka. Die Schwiegertochter von Jan Zamoyski, Katarzyna Ostrogska, gründete 1640 ein Priesterseminar an der Akademie und Theologie begann in der Folgezeit das Lehrprogramm zu dominieren.
Nach einer Blüte sank seit der Mitte des 17. Jahrhunderts das Schulniveau und somit die Popularität der Schule stetig. In der Mitte des 18. Jahrhunderts unternahm der Bischof Jerzy Laskarys einen Reformversuch, der jedoch nicht von Erfolg gekrönt war. Nach der Ersten Teilung Polens 1772 gelangte Zamość unter österreichische Verwaltung und die Akademie wurde 1784 geschlossen.

## Bildung
Die Ausbildung an der Zamoyski-Akademie erfolgte auf zwei Ebenen. Der niedrigere Kurs dauerte fünf Jahre und umfasste die Grundlagen der polnischen, lateinisch und altgriechischen Grammatik sowie eine Einführung in die Rhetorik. Der höhere Kurs dauerte sechs Jahre und wurde in den folgenden sieben Lehrstühlen erteilt: Mathematik, Logik und Metaphysik, Naturphilosophie und Medizin, Rhetorik, Moralphilosophie und Politik, Polnisches und Allgemeines Recht. Die Akademie durfte den Doktor der Philosophie und des Rechts erteilen.